# Istok, Ulan-Ude
Istok (tiếng Nga: Исток) là một vi quận của quận Xô Viết, Ulan-Ude, Buryatia, Nga.

## Lịch sử
Vào ngày 17 tháng 4 năm 1992, các khu dân cư Istok và Stepnoy đã được tách khỏi huyện Ivolginsky để nhập vào thành phố Ulan-Ude.

## Địa lý
Istok nằm ở phía đông nam của đường cao tốc Baikal, trên một thảo nguyên với địa hình bằng phẳng. Nó nằm cách trung tâm Ulan-Ude 11 km về phía tây nam, bên tả ngạn sông Selenga, cách lòng sông 2 km. Khu dân cư này giáp với huyện Ivolginsky ở phía nam.

## Cơ sở vật chất
Istok bao gồm:
- Một trường trung học cơ sở
- Hai trường mẫu giáo
- Một cơ sở y tế

## Truyền thông
Ở Istok, các nhà mạng Baykalvestkom, Beeline, MegaFon, MTS và chi nhánh tại Buryatia của Rostelecom đều hoạt động.